# Une pure formalité
Pour plus de détails, voir Fiche technique et Distribution.
Une pure formalité (titre original : Una pura formalità) est un film italo-français réalisé par Giuseppe Tornatore, sorti en 1994.
Le film suit Onoff qui est un écrivain réputé, mais tourmenté. Pour surmonter son manque d'inspiration, il se retire au calme dans une maison de campagne en forêt où un orage arrive. Jusqu'au jour où Onoff se retrouve entre quatre murs d'un poste de police en ruine, sans connaître les raisons de sa garde à vue. Inlassablement questionné par un commissaire plus informé qu'il n'en paraît et qui connait très bien son œuvre, l'écrivain est mis face à ses contradictions, à ses oublis et à ses mensonges, car il s'agît d'une histoire de crime dont la victime reste à identifier.

## Synopsis
Le canon d'un fusil en gros plan précède un coup de feu qui  éclate brusquement dans une campagne nocturne balayée par une pluie battante. C'est la première courte scène qui précède le générique. Un homme hagard court à l'aveugle sous l'orage et il est recueilli par une patrouille de policiers qui l'emmènent au chaud au commissariat où il pleut à l'intérieur. Il délire puis dit qu'il est un écrivain célèbre qui a choisi de vivre dans le silence. On lui donne une couverture et un bol de lait chaud qu'il jette à la figure de l'homme à tout faire qui le lui offre. Il entre en bagarre et doit être assommé. Au commissaire qui l’interroge ensuite il dit Je m'appelle Onoff puis Vous ne me croyez pas et le commissaire qui n'y croit pas du tout lui répond qu'il s'appelle Léonard de Vinci. Car le commissaire connaît tous les romans et la biographie d'Onoff dont il est un grand admirateur, c'est son auteur favori dont il en connaît par cœur des passages entiers. Cependant l'homme trempé de pluie et incohérent lui cite des passages entiers d'Onoff que le commissaire reconnait et qu'il peut même poursuivre oralement ; alors il accepte de l'appeler Onoff et lui dit qu'il est très honoré de le rencontrer. On lui fait prendre une douche et on lui donne un habit de policier pour se changer. Le commissaire lui demande de raconter toute sa journée sans qu'il fasse de procès-verbal et qu'on le laissera tranquille après. Onoff dit qu'il s'est réveillé à trois heures et demie du matin, car il est insomniaque. Puis il a pris son café et est allé chercher son agent littéraire Danielle Février à la gare où ils ont déjeuné ensemble puis parlé et il l'a quittée à 17-18h pour qu'elle retourne à la gare, et il est rentré chez lui à 19h.
Et puis ? demande le commissaire. Des images rapides fugitives arrivent qui précèdent Je ne me rappelle pas, j'ai oublié que lui répond Onoff. Vous vous foutez de moi, il y a quelqu'un qui a été assassiné et c'est une affaire criminelle lui dit le commissaire. Onoff rentre de nouveau en colère et demande de téléphoner à son avocat, mais il n'y a pas de ligne disponible. L'interrogatoire reprend de nouveau plus serré et Onoff doit parler de ses deux épouses dont la première est morte d'un cancer et dont il a divorcé de la seconde. Mais cette seconde épouse est devenue une ex-amie et elle est aussi son agent littéraire et il avoue qu'elle était avec lui cette nuit, en disant qu'il perd la notion du temps quand il travaille. Onoff demande un verre de vin. Une panne de courant arrive. Onoff revit une scène dans sa métairie où il est à sa fenêtre et voit deux individus porter un corps puis frapper violemment à sa porte pour entrer. Pris de peur il s'enfuit par la fenêtre, descend par la gouttière et s'enfuit dans la forêt qui est sous l'orage où des hommes le cherchent ensuite avec des torches...
La lumière revient et l'interrogatoire policier recommence. Il dit ensuite que Danielle Février est repartie toute seule à la gare, qu'il est rentré ensuite chez lui toute la journée et ne se rappelle plus ce qu'il a fait ensuite. Le commissaire lui dit qu'il raconte des bobards et ne cesse de se contredire pour la bonne raison qu'il n'y a jamais eu de gare proche de sa maison. Et  il poursuit en lui disant Pourquoi ne démolissez-vous pas mes soupçons ? Parce que ce soir vous avez commis un meurtre, et qu'il lui faut maintenant faire procéder à l'identification de la victime dont le visage est défiguré. Un banal trou de mémoire n'est pas une preuve pour Onoff qui dit qu'il va suivre le conseil du commissaire et maintenant se taire. Une brève scène arrive ensuite où Onoff imagine qu'il se fait fracasser la tête sur la table plusieurs fois par les agents du commissariat. Puis Onoff raconte que c'est lui qui a écrit sa biographie qui est fausse, et qu'il a vécu dans un orphelinat où il devait boire du lait chaud matin et soir, ce qu'il déteste depuis. Il raconte encore que son père n'était pas un héros de guerre et qu'il n'a jamais touché un revolver. On le voit ensuite sortant du lit dans la cellule où on l'a laissé se reposer et où il a eu un cauchemar au cours duquel il a tué son éditeur en lui reprenant son manuscrit. Il sort de la cellule et rentre au poste de police où on lui propose à manger, mais il demande du papier pour prendre des notes en disant On écrit parce qu'on ne sait pas quoi faire d'autre mais aucun des stylos qu'on lui présente ne fonctionne et il les jette. Images fugitives ensuite d'un revolver à barillet qu'il ouvre et il chantonne ensuite sur des souvenirs à effacer.
Le commissaire lui montre après la photo d'un Monsieur Février et il demande à Onoff s'il le connaît. C'est mon professeur de mathématiques dit Onoff qui m'a donné le goût des nombres, de la symétrie et des droites concourantes qui se rejoignent en un point impropre. Puis le commissaire lui présente ensuite une photo de jeune femme qu'Onoff dit avoir beaucoup aimée. Le commissaire sort un sac trouvé dans la métairie et il déverse ensuite le sac sur la table avec des dizaines de petites photos de visages en lui demandant de les lui expliquer ? Ce sont les visages de tous ceux que j'ai rencontrés, amis et ennemis, et dont je prenais des photos avec un petit appareil dit Onoff. Il regarde ces photos et trouve le visage barbu de Faulin, un vieux SDF qui lui écrivait tout le temps dans neuf cahiers différents des torrents de mots sans aucun sens, mais qui lui a adressé finalement une lettre sublime. Et c'est à partir de cela qu'il a décrypté les cahiers puis écrit et signé "Le palais des neuf frontières" qui a été un grand succès d'édition pour Onoff.
Qui donc vous oblige à publier encore ? lui demande le commissaire. Mon éditeur répond Onoff. Il est venu vous voir hier et à quelle heure ? lui demande le commissaire qui lui montre le revolver à barillet qui a été retrouvé. J'ai regardé par la fenêtre répond Onoff qui explique que des amis, dont Stéphane, sont venus le voir ensuite, mais qu'il voulait rester seul et qu'il s'est ensuite coupé les cheveux et la barbe. Apparition ensuite de la première image du film du canon de fusil, puis bruit du coup de feu et vision brève de la victime au front éclaté et sanglant qui tombe par terre.
Le commissaire dit ensuite à Onoff qu'il peut téléphoner car la ligne est revenue. Onoff appelle Paule ensuite qui raccroche. Puis il appelle Féona qui raccroche aussi. Onoff ouvre le placard où les feuilles tapées du procès-verbal des interrogatoires sont en pile et il s'étonne qu'elles soient toutes blanches. Puis il sort du commissariat avec deux policiers à ses côtés et le commissaire qui suit et qui lui dit Il va faire beau. Onoff qui va quitter le commissariat demande au commissaire de récupérer ses photos et le commissaire répond qu'il n'a pas le droit d'agir ainsi. Onoff lui parle ensuite du tiroir de gauche de son bureau. Votre manuscrit ? lui dit le commissaire qui lui avoue en avoir regardé les premières pages et que C'est sublime et cela va avoir un énorme succès. Allez bon voyage Monsieur Onoff. -  Merci Monsieur le Commissaire, quel est votre nom?- Appelez-moi Léonard de Vinci répond le commissaire. - Merci Monsieur Léonard de Vinci, vous faites un beau métier lui dit Orloff à qui l'on donne deux sacs lorsqu’il est assis dans l'estafette dont on ferme la porte et qui s'en va loin du commissariat. Dernière scène du post-générique où une chanson raconte Souviens-toi de ta première histoire, de ton premier baiser, comme si nous ne les avions pas dépassés. Oublie-moi de tes premières souffrances, des rancœurs, des douleurs. Il faudrait tout oublier, c'est beaucoup plus difficile.

## Fiche technique
- Titre : Une pure formalité
- Titre original : Una pura formalità
- Réalisation : Giuseppe Tornatore
- Scénario : Giuseppe Tornatore et Pascal Quignard
- Production : Bruno Altissimi, Mario Cecchi Gori, Vittorio Cecchi Gori, Claudio Saraceni
- Musique : Ennio Morricone
- Photographie : Blasco Giurato
- Montage : Giuseppe Tornatore
- Pays de production :  Italie,  France
- Langue de tournage : français
- Format : couleurs - Stéréo
- Genre : thriller
- Durée : 108 minutes
- Tournage : du 8 mars au 13 mai 1993
- Date de sortie : 15 mai 1994

## Distribution
- Gérard Depardieu : Onoff
- Roman Polanski : Le commissaire
- Sergio Rubini : André, le jeune policier
- Nicola Di Pinto : Capitaine
- Maria Rosa Spagnolo : Paola
- Tano Cimarosa : L'homme à tout faire
- Nicola Di Pinto : Le capitaine
- Paolo Lombardi : L'adjudant

## Distinctions
- Sélection au Festival de Cannes 1994